# Днепропетровский летний цирк

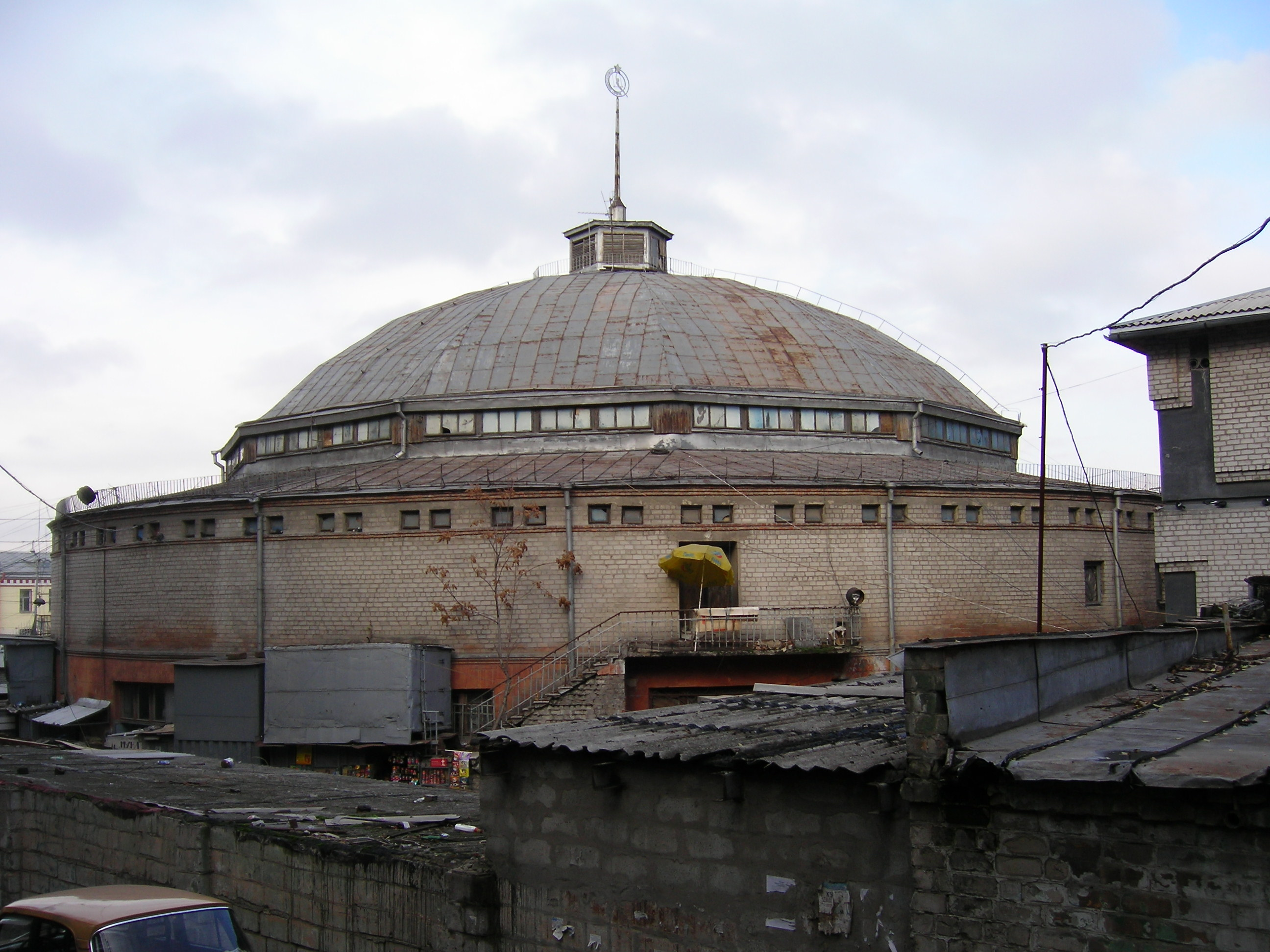

Днепропетровский летний цирк был торжественно открыт 23 июня 1960 года. Согласно газетным публикациям того года, здание было построено всего за пять месяцев. Проектировал первый стационарный днепропетровский цирк (до этого был шапито) киевский архитектор Жуков. Зрительный зал был оборудован откидными театральными креслами и мог вместить порядка двух тысяч зрителей. Здание было неотапливаемое, поэтому цирковые выступления смотрели здесь только в теплое время года.
Ажурный металлический купол цирка покрыли несколькими слоями деревянных щитов и прокладок, пропитанных специальным составом. Так было сделано для выступлений воздушных гимнастов: купол не нагревался от солнца, а осенью не охлаждался.
Первое представление состоялось 23 июня того же года, выступали артисты Белорусского цирка под руководством заслуженного артиста советских республик Е. Милаева.
На данный момент цирк является заброшенным. Находится на улице Шмидта 7, напротив Озерки.